# Arnaud Destatte
Arnaud Destatte (Ukkel, 26 juli 1988) is een Belgische sprinter, die zich heeft toegelegd op de lange sprint, met name de 400 m. In 2010 veroverde hij op dit onderdeel de Belgische titel. Daarnaast was hij vooral succesvol als lid van de Belgische 4 × 400 m estafetteploeg.

## Biografie

### Eerste eremetaal op BK
Destatte had vanaf 2003 in de opeenvolgende jeugdcategorieën in België al heel wat eremetaal verzameld op nationale kampioenschappen, toen hij in 2006 voor het eerst werd uitgezonden naar een groot internationaal toernooi, de wereldkampioenschappen voor junioren in Peking. Hij ging erheen als reserve voor de 4 × 400 m estafette, maar hoefde in de Chinese hoofdstad niet in actie te komen.
In 2006 nam hij voor de eerste maal deel aan Belgische seniorenkampioenschappen; bij de Belgische baankampioenschappen werd hij zevende op de 400 m in 48,79 s. In 2007 nam hij bij de indoorkampioenschappen deel aan de 200 m, maar strandde in de series. Beter verging het hem een jaar later, toen hij tijdens de Belgische baankampioenschappen in Oordegem zijn eerste bronzen plak veroverde door in 47,33 derde te worden op de 400 m, die dat jaar door Arnaud Ghislain werd gewonnen.

### Internationale ervaringen als estafetteloper
In 2009 nam hij opnieuw deel aan dit nummer tijdens de Belgische kampioenschappen, maar deze keer viel hij met zijn tijd, één tiende seconde boven die van het jaar ervoor, en zijn vierde plaats net buiten de medailles. Dat overkwam hem ook op de twee internationale toernooien, waaraan hij in 2009 deelnam als lid van de Belgische 4 × 400-meterploeg. Op de Universiade in Belgrado werd hij samen met Nils Duerinck, Arnaud Ghislain en Antoine Gillet vierde in 3.06,61. En een week later, tijdens de Europese kampioenschappen voor atleten tot 23 jaar in Kaunas, Litouwen, vielen de Belgen in bijna dezelfde ploegsamenstelling (alleen Joris Haeck verving de 'te oude' Nils Duerinck) opnieuw net buiten de boot, ondanks een betere tijd dan in Belgrado: vierde in 3.04,51. Nochtans was 2009 het beste seizoen tot dan toe van de Waalse atleet.

### Belgisch kampioen
Bij de Belgische baankampioenschappen van 2010 deed zich de bijzondere situatie voor, dat de snelste drie 400-meterlopers van België, tezamen goed voor vier van de vijf nationale titels in de laatste vijf jaar, om uiteenlopende redenen verstek lieten gaan. Jonathan Borlée had net twee dagen ervoor tijdens de Diamond League meeting in Parijs het nationale record bijgesteld tot 44,77, tweelingbroer Kevin beperkte zich in Brussel, gezien zijn voorbereiding op de Europese kampioenschappen van enkele weken later, tot de series, waarvan hij de zijne overigens glansrijk won in 45,22, een toernooirecord. De derde, Cédric Van Branteghem, was nog herstellende van een voetblessure. Zo lag de titelstrijd op de 400 m dus geheel open. De meeste kansen waren nu weggelegd voor Arnaud Ghislain (kampioen in 2008) en Nils Duerinck (indoorkampioen in 2009), maar de finale verliep geheel anders. Terwijl Nils Duerinck en Antoine Gillet het ditmaal onderling leken te zullen uitvechten, kwam als een duveltje uit een doosje op het laatste rechte eind Arnaud Destatte naar voren en hij was het die uiteindelijk in 46,28, een verbetering van zijn PR met bijna 0,4 seconden, aan het langste eind trok, zijn eerste seniorentitel binnenhaalde en zich bovendien definitief voor de EK in Barcelona kwalificeerde. Arnaud Ghislain viel in 46,50 (!) als vierde zelfs helemaal buiten de EK-boot!

### Brons op EK atletiek 2010
In Barcelona maakte Destatte zijn uitzending naar zijn eerste grote, internationale seniorentoernooi waar. Op de individuele 400 m plaatste hij zich met een derde plaats in zijn reeks in 46,42 voor de halve finale. Hierin kwam hij tot 46,38, slechts één tiende boven zijn enkele weken eerder gevestigde persoonlijke record. Hij kwam er echter niet verder mee dan een zevende plaats en was dus uitgeschakeld.
Voor de eerste ronde van de 4 × 400 m estafette werd hij vervolgens gespaard en vervangen door Antoine Gillet. De Belgische ploeg plaatste zich met het winnen van zijn reeks in 3.03,49 gemakkelijk voor de finale. Hierin kwam Destatte wél in actie, tezamen met het drietal dat in de finale van de Belgische kampioenschappen had ontbroken: Van Branteghem en de gebroeders Borlée. Dit viertal slaagde erin om zich op de slotdag van het toernooi als derde in 3.02,60 het brons toe te eigenen in een spannende finale, waarin de Russische (eerste in 3.02,14), Britse (tweede in 3.02,25), Belgische en Duitse (vierde in 3.02,65) ploegen aan elkaar gewaagd bleken.

### Reserve voor EK indoor 2011
In maart 2011 werd de inmiddels befaamde Belgische 4 × 400 m estafetteploeg derde op de Europese indoorkampioenschappen In Parijs. Hier haalden Jonathan en Kevin Borlée, samen met Antoine Gillet en Nils Duerinck de kastanjes uit het vuur. Hun tijd van 3.06,57 was alweer een nationaal record. Destatte, die als reserve was meegegaan, hoefde in Parijs niet in actie te komen.
Arnaud Destatte, die woonachtig is in Brussel, is lid van White Star Woluwe en wordt getraind door Jacques Borlée, de vader van Jonathan en Kevin Borlée.

## Belgische kampioenschappen
| Onderdeel | Jaar |
| --------- | ---- |
| 400 m     | 2010 |

## Persoonlijke records
Outdoor
| Onderdeel | Prestatie | Datum            | Plaats    |
| --------- | --------- | ---------------- | --------- |
| 100 m     | 10,87 s   | 9 augustus 2008  | Ninove    |
| 200 m     | 21,44 s   | 8 augustus 2015  | Kessel-Lo |
| 300 m     | 33,30 s   | 16 augustus 2009 | Huizingen |
| 400 m     | 46,28 s   | 18 juli 2010     | Brussel   |

Indoor
| Onderdeel | Prestatie | Datum            | Plaats |
| --------- | --------- | ---------------- | ------ |
| 200 m     | 21,85 s   | 21 februari 2015 | Gent   |
| 300 m     | 34,31 s   | 22 februari 2014 | Gent   |
| 400 m     | 48,27 s   | 29 januari 2013  | Gent   |

## Palmares

### 400 m
- 2006: 7e BK AC - 48,79 s
- 2008:  BK AC – 47,33 s
- 2009: 4e BK AC - 47,43 s
- 2010:  BK AC - 46,28 s
- 2010: 7e in ½ fin. EK - 46,38 s
- 2013: 6e BK AC - 46,66 s
- 2015:  BK AC indoor - 21,85 s

### 4 × 200 m
- 2014:  BK indoor[1] - 1.26,69 (nat. rec.)

### 4 × 400 m
- 2009: 4e Universiade – 3.06,61
- 2009: 4e EK U23 – 3.04,51
- 2010:  EK - 3.02,60